# Eudoxia von Masowien
Eudoxia (poln. Eudoksja; * zwischen 1215 und 1225; † nach 1240) war eine polnische Prinzessin und sächsische Fürstin. Sie entstammte dem Adelsgeschlecht der masowischen Piasten.

## Leben
Eudoxia war Tochter von Herzog Konrad I. von Masowien († 1247) und der Nowgoroder Adeligen Agafia von Ruthenien.

## Ehe und Familie
Zwischen 1230 und 1238 heiratet sie Dietrich I. von Brehna und Wettin. Mit ihm hatte sie die Kinder:
- Otto III. – Herzog von Wettin
- Konrad I. – Herzog von Brehna
- Dietrich – Tempelritter
- Heinrich – Kanoniker von Magdeburg
- Jutta – Ehefrau von Mestwin II., Fürst von Pommern
- Hedwig – Herzogin von Gerbstedt.